# Рудольфін
Рудольфін (пол. Rudolfin) — село в Польщі, у гміні Камінь Холмського повіту Люблінського воєводства.
Населення — 200 осіб (2011).
У 1975-1998 роках село належало до Холмського воєводства.

## Демографія
Демографічна структура станом на 31 березня 2011 року:
|          | Загалом | Допрацездатний вік | Працездатний вік | Постпрацездатний вік |
| -------- | ------- | ------------------ | ---------------- | -------------------- |
| Чоловіки | 95      | 19                 | 63               | 13                   |
| Жінки    | 105     | 26                 | 52               | 27                   |
| Разом    | 200     | 45                 | 115              | 40                   |